# بلیث (جورجیا)
بلیث، جورجیا (به انگلیسی: Blythe, Georgia) یک شهر در ایالات متحده آمریکا با جمعیت ۷۲۱ نفر است که در جورجیا واقع شده‌است.

## موقعیت جغرافیایی
موقعیت جغرافیایی شهرها و مناطق اطراف به شرح زیر است: